# 萬那杜瓦圖
萬那杜瓦圖 （貨幣編號：VUV，有時簡寫為Vt）是萬那杜的流通貨幣。瓦圖目前沒有輔幣單位。

## 流通中的貨幣

### 硬幣
- 1 瓦圖
- 2 瓦圖
- 5 瓦圖
- 10 瓦圖
- 20 瓦圖
- 50 瓦圖
- 100 瓦圖

### 紙幣
- 200 瓦圖
- 500 瓦圖
- 1,000 瓦圖
- 2,000 瓦圖
- 5,000 瓦圖
- 10,000 瓦圖

## 外部連結
- 唐的世界硬币画廊：Vanuatu
- 罗恩·怀斯的世界纸币：Vanuatu 镜像网站
- 现代金融系统表格－库尔特·舒勒制作：Vanuatu 镜像网站
- 环球货币历史：Vanuatu
- 《环球金融资料》货币历史表格（ 微软试算表格式）